# Claudia von Lothringen

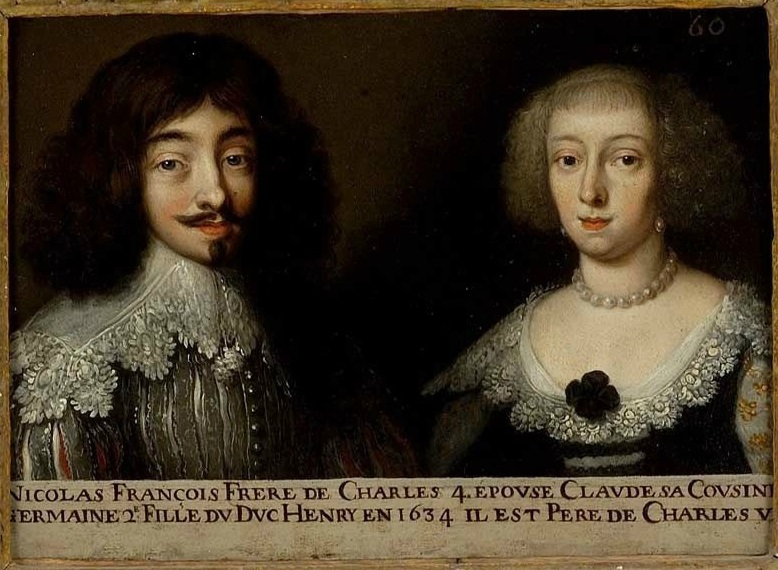
Nicolas-François und seine Frau Claude-Françoise

Claude Françoise de Lorraine (deutsch: Claudia Franziska von Lothringen; * 6. Oktober 1612 in Nancy; † 2. August 1648 in Wien) war die zweite Tochter von Heinrich II. von Lothringen und dessen zweiter Gemahlin Margarita Gonzaga, Tochter von Vincenzo I. Gonzaga. Sie war die jüngere Schwester von Nicole von Lothringen.

## Leben
Claudia von Lothringen wuchs zusammen mit ihrer älteren Schwester in Nancy auf. Ihr Vater starb 1624, Nicole folgte ihm als Herzogin von Lothringen nach. Da die Ehe ihrer Schwester Nicole kinderlos blieb, fiel das Herzogtum Lothringen über sie und ihren Mann. Karl IV., der Ehemann Nicoles, hatte mit seinem Bruder Nicolas-François de Vaudémont eine Übereinkunft getroffen, dass dieser durch eine Heirat mit Claudia von Lothringen ihre Dynastie gegen alle Anfechtungen der männlichen Erbfolge für das eigene Haus absichern sollte. Nach der Eheschließung wurde das Paar unter strenger Bewachung in Nancy festgehalten, da die Gültigkeit dieser Ehe angezweifelt wurde. Doch der Papst bestätigte diese und das Paar floh gemeinsam mit der Henriette von Lothringen aus Nancy. Henriette ging in die Niederlande, Nicolas-François und Claudia, die sich als ärmliches Bauernpaar verkleidet hatten, gingen an den Hof von Florenz in Italien.
Claudia starb in Wien im Wochenbett kurz nach der Entbindung von den Zwillingen Anne und Marie Anne. Sie wurde in der Kirche von Saint-François-des-Cordeliers in Nancy begraben.

## Familie
Am 11. oder 19./20. Februar 1634 heiratete sie ihren Cousin Nicolas-François.
Ihre Kinder waren:
- Ferdinand Philippe Joseph François Ignace Dominique Gaspard, genannt Prinz Ferdinand von Lothringen (30. Dezember 1639 – 1. April 1659)
- Charles Léopold Nicolas Sixte, Karl V. von Lothringen (3. April 1643 – 18. April 1690), Titularherzog von
- Anne Eléanore Dorothée (12. Mai 1645 – 28. Februar 1646)
- Anne Marie Thérèse Judith (30. Juli 1648 – 17. Juni 1661), Äbtissin von Remiremont
- Marie Anne (*/† 1648)

## Rezeption
- Die Komödie Frau Cardinal in drei Akten von Ulrich Steindorff behandelt die beiden letzten Märztage und den 1. April des Jahres 1634 in Nancy.[5]
- Von Sartorius: Die gefahrvolle Vermählung erzählt ihre Geschichte in Form einer Novelle.[6]

Mehrere, teilweise unbekannte, Maler fertigten Gemälde oder Porträts der Herzogin Claudia von Lothringen an.
- François Clouet: Porträt der Herzogin Claudia von Lothringen[7]